# Roda cipelarka
Roda cipelarka (лат. Balaeniceps rexí) je jedina vrsta u ptičjem rodu Balaeniceps. Zbog neobičnog oblika kljuna s jedne i oblika tela s druge strane (kao i ranijeg svrstavanja ove ptice u red rodarica), ova ptica naziva se još i cipelokljuna roda. Populacija ove vrste varira između 5.000-8.000 primeraka.
Ova vrsta viđena je u Evropi prvi put tek u 19. veku, a nađena je njena koža. Tek niz godina kasnije naučna zajednica se prvi put srela sa živom jedinkom ove vrste. S druge strane, ova vrsta odavno je bila poznata starim narodima Afrike. Postoje njene slike iz razdoblja Starog Egipta.

## Opis
Ptica je krupne građe, odrasla jedinka visine je od 115 do 150 cm, a raspon krila im je 230 do 260 cm. Pored toga, teške su između 4 i 7 kilograma. Odrasle jedinke su pretežno sive, dok su mlade ptice smeđe boje. Živi u tropskim delovima istočne Afrike, u močvarnim područjima od Sudana do Zambije.

## Razmnožavanje
Najčešće provodi vreme sama i retko se kreće. Uglavnom se to događa dok traje sezona parenja. Gnezda su napravljena od trave, a u njima stoji uglavnom tri jaja. Mladi se izlegu iz jaja nakon 30 dana. Nakon tri i po meseca mladi su sposobni da love, ali ih još uvek roditelji nakratko moraju snabdevati hranom. Neki grabljivci kradu mlade i jaja, pa roditelji prave gnezda nedostupna grabljivcima. Ova vrsta može živjeti oko 36 godina u divljini, a sa 3-4 godine stiče polnu zrelost.

## Komunikacija i lov
Roda cipelarka je obično tiha vrsta, ali često znaju lupati kljunom, što predstavlja znak pozdravljanja. Kada lovi, najviše se oslanja na vid i sluh. Da što bolje vidi, drži glavu uspravno, a kljun naspram grudi. Lovi uglavnom vodene životinje poput žaba i riba.

## Taksonomija i sistematika
Roda cipelarka je bila poznata antičkim Egipćanima i Arapima, ali nije bila klasifikovana do 19. veka, nakon čega su kože i konačno živi primerci doneti u Evropu. Tradicionalno povezana sa rodama (Ciconiiformes), ona je bila zadržana na tom mestu u Siblijevoj taksonomiji u kojoj je grupisan veliki broj nevezanih taksona u red Ciconiiformes. U današnje vreme, roda cipelarka se smatra da je bliža pelikanima (na bazi anatomskog poređenja) ili čapljama (na bazi biohemijske evidencije). Mikroskopska analiza strukture ljuski jaja koju je izvršio Konstantin Mikhailov 1995. godine utvrdila je da su one blisko srodne sa ljuskama jaja drugih pripadnika reda Pelecaniformes u smislu da imaju debeli pokrivač od mikroglobularnog materijala preko kristalnog sloja. Nedavne DNK studije idu u prilog pripadnosti roda cipelarki redu Pelecaniformes.
Do sada su otkrivena dva fosilna srodnika roda cipelanki: Goliathia iz ranog oligocena u Egiptu i Paludavis iz ranog miocena u istoj zemlji. Predloženo je da je enigmatični afrički fosili ptice Eremopezus isto tako srodan, mada evidencija za to nije potvrđena. Sve što je poznato o rodu Eremopezus je da su to bile veoma velike ptice, koje verovatno nisu mogle da lete, i da su imale fleksibilna stopala, što im je pružalo pristup vegetaciji i plenu.

## Rasprostranjenost i stanište
Cipelarka je rasprostranjena u slatkovodnim močvarama centralne tropske Afrike, od juga Sudana i Južnog Sudana preko delova istočnog Konga, Ruande, Ugande, zapadne Tanzanije i severne Zambije. Vrsta je najbrojnija u podregiji Zapadnog Nila i Južnom Sudanu (naročito Sudu, glavnom uporištu ove vrste); takođe je značajna u močvarama Ugande i zapadne Tanzanije. Više izolovanih podataka o cipelarkama je prijavljeno u Keniji, Centralnoafričkoj Republici, severnom Kamerunu, jugozapadnoj Etiopiji, Malaviju. Takođe su primećene lutalice u basenu Okavango, Bocvani i gornjim delu reke Kongo. Čini se da se distribucija ove vrste u velikoj meri poklapa sa distribucijom papirusa i plućnjaka. Često se nalaze u oblastima poplavnih ravnica ispresecanih neometanim papirusom i trskom. Kada se rode cipelarke nalaze u području sa dubokom vodom, neophodna je korita plutajuće vegetacije. Takođe se nalaze tamo gde ima vode sa niskom stopom kiseonika. Ovo uzrokuje da ribe koje žive u vodi češće izbijaju na površinu za vazduh, povećavajući verovatnoću da će ih rode cipelarke uspešno uhvatiti. Cipelarke su nemigratorne sa ograničenim sezonskim kretanjima zbog promena staništa, dostupnosti hrane i uznemiravanja od strane ljudi.
Petroglifi iz Kved Djeru, istočnog Alžira, pokazuju da se cipelarka pojavila tokom ranog holocena mnogo više na severu, u močvarama koje su u to vreme pokrivale današnju pustinju Saharu.
Cipelarka se javlja u prostranim, gustim slatkovodnim močvarama. Skoro sve močvare koje privlače ove vrste imaju netaknuti Cyperus papyrus i trstenike rodova Phragmites i Typha. Iako distribucija cipelarki uglavnom odgovara distribuciji papirusa u centralnoj Africi, čini se da one izbegavaju čiste papirusne močvare i često ih privlače područja sa mešovitom vegetacijom. Ređe, vrsta je viđena kako se hrani u poljima pirinča i poplavljenim plantažama.

## Ponašanje i ekologija
Cipelarka je poznata po svom sporom kretanju i tendenciji da miruje dugo vremena, što rezultira opisima vrste kao „slične statui“. Prilično su osetljive na uznemiravanje ljudi i mogu da napuste svoja gnezda ako ih ljudi poplaše. Međutim, dok traga za hranom, ako između nje i ljudi stoji gusta vegetacija, ovaj močvarica može biti prilično pitoma. Cipelarke privlače vode sa niskim zasićenjem kiseonika, kao što su močvare gde riba često izlazi na površinu da diše. Čini se da takođe pokazuju migratorno ponašanje zasnovano na razlikama u nivou površinske vode. Nezrele cipelarke napuštaju mesta gnežđenja ako poraste nivo površinske vode, dok odrasle cipelanke napuštaju mesta gnežđenja kada se smanji nivo površinske vode. Smatra se da odrasle i nezrele cipelanke preferiraju mesta za gnežđenje sa sličnim nivoom površinske vode. Izuzetno za ovako veliku pticu, cipelarka često stoji i sedi na plutajućoj vegetaciji, čineći da izgledaju pomalo kao džinovska jakana, iako je poznato da Golijatska čaplja slične veličine i povremeno simpatična (Ardea goliath) stoji na vodenoj vegetaciji. Cipelarke, budući da su usamljene, prikupljaju hranu na 20 m (66 ft) ili više jedna od druge čak i tamo gde su relativno gusto nastanjene. Ova vrsta strpljivo lovi svoj plen, sporo i na vrebajući način. Dok lovi, cipelarka ide veoma sporo i često je nepomična. Za razliku od nekih drugih velikih močvarica, ova vrsta lovi u potpunosti koristeći vid i nije poznato da se bavi taktilnim lovom. Kada se uoči plen, reaguje brzim nasilnim udarom. Međutim, u zavisnosti od veličine plena, vreme rukovanja nakon udarca može premašiti 10 minuta. Oko 60% pokušaja daje plen. Često se voda i vegetacija grabe tokom udara i izlivaju sa ivica mandibla. Aktivnost nilskog konja može nenamerno da koristi cipelarki, pošto potopljeni nilski konji povremeno teraju ribu na površinu.

## Odnos prema ljudima
Ova vrsta se smatra jednom od pet najpoželjnijih ptica u Africi od strane posmatrača ptica. One su pitome prema ljudima i ne pokazuju preteće ponašanje. Istraživači su bili u mogućnosti da posmatraju pticu u gnezdu na bliskoj udaljenosti – unutar 2 m (6 ft 7 in). Cipelarke se često drže u zoološkim vrtovima, ali se retko prijavljuje njihovo razmnožavanje. Cipelarke su se uspešno razmnožavale u Peri Dajza u Belgiji i u zoološkom vrtu Lauri u Tampi na Floridi.

## Literatura
- Muir, Allan; King, C.E. (januar 2013). „Management and husbandry guidelines for Shoebills Balaeniceps rex in captivity”. International Zoo Yearbook. 47 (1): 181—189. doi:10.1111/j.1748-1090.2012.00186.x.
- Guillet, A (1978). „Distribution and Conservation of the Shoebill (Balaeniceps Rex) in the Southern Sudan”. Biological Conservation. 13 (1): 39—50. doi:10.1016/0006-3207(78)90017-4.
- Tomita, Julie. „Challenges and successes in the propagation of the Shoebill Balaeniceps rex: with detailed observations from Tampa's Lowry Park Zoo, Florida”. International Zoo Yearbook. 132 (1): 69—82. doi:10.1111/izy.12038.
- John, Jasson; Nahonyo, Cuthbert; Lee, Woo; Msuya, Charles (mart 2013). „Observations on nesting of shoebill Balaeniceps rex and wattled crane Bugeranus carunculatus in Malagarasi wetlands, western Tanzania”. African Journal of Ecology. 51 (1): 184—187. doi:10.1111/aje.12023.